# Sentimental Journey (Lou Donaldson)
Sentimental Journey è un album di Lou Donaldson, pubblicato dalla Columbia Records nel 1995. Il disco fu registrato il 14 e 15 agosto del 1994 al "RPM Studio" di New York City.

## Tracce
1. What Now, My Love ? – 6:27 (Carl Sigman, Gilbert Bécaud)
2. Sentimental Journey – 8:19 (Ben Homer, Bud Green, Les Brown)
3. What'll I Tell My Heart ? – 7:02 (Peter Tinturin, Jack Lawrence)
4. Messin' Around with C.P. – 5:55 (Lou Donaldson)
5. My Little Suede Shoes – 6:13 (Charlie Parker)
6. Midnight Creeper – 7:58 (Lou Donaldson)
7. Danny Boy – 5:49 (Frederick Weatherly)
8. Peck Time – 7:37 (Lou Donaldson)

## Musicisti
- Lou Donaldson - sassofono alto
- Dr. Lonnie Smith - organo hammond
- Peter Bernstein - chitarra
- Fukushi Tainaka - batteria
- Ray Mantilla - congas, bongos (brani: 1, 5 & 8)